# إيف لامبرت
إيف لامبرت (بالفرنسية: Yves Lambert)‏ هو مهندس فضاء جوي ومهندس فرنسي، ولد في 4 يونيو 1936 في نانسي في فرنسا.